# Elección para gobernador de Arkansas de 2014
La elección para gobernador de Arkansas de 2014 tuvo lugar el 4 de noviembre. El republicano Asa Hutchinson resultó ganador, despojando del cargo al demócrata Mike Ross.

## Primaria republicana
| Candidatos                          | Votos   | %     |
| ----------------------------------- | ------- | ----- |
|                                     | Votos   | %     |
| Asa Hutchinson                      | 130,752 | 72.95 |
| Curtis Coleman                      | 48,473  | 27.05 |
|                                     |         |       |
| Total                               | 179,225 | 100   |
|                                     |         |       |
| Fuente: Arkansas Secretary of State |         |       |

## Primaria demócrata
| Candidatos                          | Votos   | %     |
| ----------------------------------- | ------- | ----- |
|                                     | Votos   | %     |
| Mike Ross                           | 129,437 | 84.41 |
| Lynette Bryant                      | 23,906  | 15.59 |
|                                     |         |       |
| Total                               | 153,343 | 100   |
|                                     |         |       |
| Fuente: Arkansas Secretary of State |         |       |

## Resultados
| Partido       | Partido     | Candidato      | Votos   | %     |
| ------------- | ----------- | -------------- | ------- | ----- |
|               | Republicano | Asa Hutchinson | 470,429 | 55.44 |
|               | Demócrata   | Mike Ross      | 352,115 | 41.49 |
|               | Libertario  | Frank Gilbert  | 16,319  | 1.92  |
|               | Verde       | Josh Drake     | 9,729   | 1.15  |
|               |             |                |         |       |
| Total         | Total       | Total          | 848,592 | 100   |
| Participación |             |                |         |       |
| Registrados   |             |                |         |       |
|               |             |                |         |       |
| Fuente:       |             |                |         |       |